# Record del Trofeo Settecolli
La seguente è una lista dei tempi più veloci mai nuotati nelle varie edizioni del Trofeo Settecolli. Le competizioni si svolgono in vasca lunga (50 m).
(Dati aggiornati all'edizione del 2024)

## Vasca lunga (50m)

### Uomini
| Gara         | Tempo     | +               | Atleta               | Nazionalità   | Data           | Edizione | Luogo        | Ref    |
| ------------ | --------- | --------------- | -------------------- | ------------- | -------------- | -------- | ------------ | ------ |
| Stile libero |           |                 |                      |               |                |          |              |        |
| 50 m         | 21"16     |                 | Benjamin Proud       | Gran Bretagna | 29 giugno 2018 | LV       | Roma, Italia | [ 1 ]  |
| 100 m        | 48"04     |                 | Alessandro Miressi   | Italia        | 22 giugno 2024 | LX       | Roma, Italia |        |
| 200 m        | 1'45"49   |                 | David Popovici       | Romania       | 27 giugno 2023 | LIX      | Roma, Italia |        |
| 400 m        | 3'43"73   |                 | Gabriele Detti       | Italia        | 11 agosto 2020 | LVII     | Roma, Italia | [ 2 ]  |
| 800 m        | 7'40"22   |                 | Gregorio Paltrinieri | Italia        | 12 agosto 2020 | LVII     | Roma, Italia | [ 3 ]  |
| 1500 m       | 14'33''10 |                 | Gregorio Paltrinieri | Italia        | 13 agosto 2020 | LVII     | Roma, Italia | [ 4 ]  |
| Dorso        |           |                 |                      |               |                |          |              |        |
| 50 m         | 24"39     |                 | Michael Andrew       | Stati Uniti   | 21 giugno 2019 | LVI      | Roma, Italia | [ 5 ]  |
| 100 m        | 52"43     |                 | Thomas Ceccon        | Italia        | 21 giugno 2024 | LX       | Roma, Italia |        |
| 200 m        | 1'55"05   |                 | Ryōsuke Irie         | Giappone      | 16 giugno 2012 | XLIX     | Roma, Italia | [ 6 ]  |
| Rana         |           |                 |                      |               |                |          |              |        |
| 50 m         | 26"41     |                 | Adam Peaty           | Gran Bretagna | 30 giugno 2018 | LV       | Roma, Italia | [ 7 ]  |
| 100 m        | 58"29     |                 | Nicolò Martinenghi   | Italia        | 25 giugno 2021 | LVIII    | Roma, Italia | [ 8 ]  |
| 200 m        | 2'07"63   |                 | Arno Kamminga        | Paesi Bassi   | 27 giugno 2021 | LVIII    | Roma, Italia | [ 9 ]  |
| Farfalla     |           |                 |                      |               |                |          |              |        |
| 50 m         | 22"27     | Record mondiale | Andrij Hovorov       | Ucraina       | 1 luglio 2018  | LV       | Roma, Italia | [ 10 ] |
| 100 m        | 50"40     |                 | Noè Ponti            | Svizzera      | 26 giugno 2025 | LXI      | Roma, Italia |        |
| 200 m        | 1'53"18   |                 | Kristóf Milák        | Ungheria      | 26 giugno 2021 | LVIII    | Roma, Italia | [ 11 ] |
| Misti        |           |                 |                      |               |                |          |              |        |
| 200 m        | 1'57"11   |                 | Daiya Seto           | Giappone      | 23 giugno 2019 | LVI      | Roma, Italia | [ 12 ] |
| 400 m        | 4'07"47   |                 | Dávid Verrasztó      | Ungheria      | 24 giugno 2017 | LIV      | Roma, Italia | [ 13 ] |

Legenda:  - Record del mondo

Record non ottenuti in finale: (b) - batteria; (sf) - semifinale; (s) - staffetta prima frazione.

### Donne
| Gara         | Tempo    | + | Atleta              | Nazionalità | Data           | Edizione | Luogo        | Ref    |
| ------------ | -------- | - | ------------------- | ----------- | -------------- | -------- | ------------ | ------ |
| Stile libero |          |   |                     |             |                |          |              |        |
| 50 m         | 23"75    |   | Sarah Sjöström      | Svezia      | 22 giugno 2024 | LX       | Roma, Italia |        |
| 100 m        | 52"57    |   | Sarah Sjöström      | Svezia      | 22 giugno 2024 | LX       | Roma, Italia |        |
| 200 m        | 1'54"55  |   | Federica Pellegrini | Italia      | 26 giugno 2016 | LIII     | Roma, Italia | [ 14 ] |
| 400 m        | 4'02"64  |   | Camille Muffat      | Francia     | 13 giugno 2013 | L        | Roma, Italia | [ 15 ] |
| 800 m        | 8'18"95  |   | Simona Quadarella   | Italia      | 22 giugno 2024 | LX       | Roma, Italia |        |
| 1500 m       | 15'48"27 |   | Simona Quadarella   | Italia      | 21 giugno 2024 | LX       | Roma, Italia |        |
| Dorso        |          |   |                     |             |                |          |              |        |
| 50 m         | 27"57    |   | Holly Barratt       | Australia   | 23 giugno 2017 | LIV      | Roma, Italia | [ 16 ] |
| 100 m        | 59"23    |   | Kira Toussaint      | Paesi Bassi | 26 giugno 2021 | LVIII    | Roma, Italia | [ 17 ] |
| 200 m        | 2'06''87 |   | Margherita Panziera | Italia      | 23 giugno 2019 | LVI      | Roma, Italia | [ 18 ] |
| Rana         |          |   |                     |             |                |          |              |        |
| 50 m         | 29"69    |   | Benedetta Pilato    | Italia      | 26 giugno 2021 | LVIII    | Roma, Italia | [ 19 ] |
| 100 m        | 1'04"98  |   | Julija Efimova      | Russia      | 29 giugno 2018 | LV       | Roma, Italia | [ 20 ] |
| 200 m        | 2'20"72  |   | Julija Efimova      | Russia      | 1º luglio 2018 | LV       | Roma, Italia | [ 21 ] |
| Farfalla     |          |   |                     |             |                |          |              |        |
| 50 m         | 24"73    |   | Sarah Sjöström      | Svezia      | 22 giugno 2024 | LX       | Roma, Italia |        |
| 100 m        | 56"04    |   | Sarah Sjöström      | Svezia      | 12 giugno 2015 | LII      | Roma, Italia | [ 22 ] |
| 200 m        | 2'07"05  |   | Sara Isaković       | Slovenia    | 7 giugno 2008  | XLVI     | Roma, Italia | [ 23 ] |
| Misti        |          |   |                     |             |                |          |              |        |
| 200 m        | 2'08"28  |   | Katinka Hosszú      | Ungheria    | 23 giugno 2019 | LVI      | Roma, Italia | [ 24 ] |
| 400 m        | 4'34"65  |   | Ilaria Cusinato     | Italia      | 30 giugno 2018 | LV       | Roma, Italia | [ 25 ] |

Legenda:  - Record del mondo

Record non ottenuti in finale: (b) - batteria; (sf) - semifinale; (s) - staffetta prima frazione.